# 箕面市立西南小学校
箕面市立西南小学校（みのおしりつ せいなん しょうがっこう）は、大阪府箕面市にある公立小学校。

## 沿革
- 1972年4月1日　設置
- 1972年4月20日　校章制定
- 1972年6月1日　養護学級設置
- 1972年6月30日　プール竣工
- 1973年3月3日　校歌制定
- 1973年9月10日　体育館竣工
- 1993年11月　コンピュータ室設置

## 通学区域
- 箕面市 半町（一部を除く）、瀬川。

卒業生は基本的に箕面市立第三中学校に進学する。

## 交通
- 阪急箕面線 桜井駅より南西へ１０分または阪急宝塚本線 石橋阪大前駅より北東へ１０分。